# Liste von Krankenhäusern in Essen
Die Liste von Krankenhäusern in Essen erfasst entsprechende aktuelle und historische sowie privat und öffentlich-rechtlich geführte Einrichtungen auf dem Gebiet der Stadt Essen.

## Liste
In der Reihenfolge der Gründung:
| Name                                        | Stadtteil Koordinaten                        | Gründung | Schließung | Träger                                                                      | Bemerkung | Abbildung |
| ------------------------------------------- | -------------------------------------------- | -------- | ---------- | --------------------------------------------------------------------------- | --- | --------- |
| Elisabeth-Krankenhaus Essen                 | Huttrop 51° 26′ 41″ N, 7° 1′ 49″ O           | 1844     | -          | Contilia                                                                    | Gegründet als Heilanstalt für Kranke im Elisabethenkloster in den Räumen des ehemaligen Kapuzinerklosters Essen gilt das daraus hervorgegangene Elisabeth-Krankenhaus als ältestes Krankenhaus der Stadt Essen. |           |
| Huyssens-Stiftung                           | Huttrop 51° 26′ 30″ N, 7° 1′ 49″ O           | 1854     | -          | Kliniken Essen‐Mitte Evang. Huyssens‐Stiftung / Knappschaft GmbH            | 1936 vom ehemaligen Standort an der Huyssenallee im Südviertel nach Huttrop umgezogen. |           |
| St. Josef Krankenhaus Essen-Werden          | Werden 51° 23′ 20,6″ N, 7° 0′ 25,6″ O        | 1857     | -          | St. Josef Krankenhaus Essen-Werden GmbH                                     | |           |
| Geriatrie-Zentrum Haus Berge                | Bochold 51° 28′ 42,9″ N, 6° 58′ 29,7″ O      | 1867     | -          | Katholisches Klinikum Essen (Contilia)                                      | |           |
| Laurentius-Hospital                         | Steele 51° 26′ 48,9″ N, 7° 4′ 13,6″ O        | 1869     | 1981       |                                                                             | ehemals katholisches Hospital, heute Seniorenstift |           |
| Alfried Krupp Krankenhaus Rüttenscheid      | Rüttenscheid 51° 25′ 34″ N, 7° 0′ 24″ O      | 1872     | -          | Alfried Krupp von Bohlen und Halbach-Stiftung                               | |           |
| St. Vincenz-Krankenhaus Essen               | Stoppenberg 51° 28′ 29″ N, 7° 2′ 1″ O        | 1886     | 2020       | Katholisches Klinikum Essen (Contilia)                                      | Ende 2020 geschlossen |           |
| Alfried Krupp Krankenhaus Steele            | Steele 51° 27′ 0″ N, 7° 5′ 31″ O             | 1888     | -          | Alfried Krupp von Bohlen und Halbach-Stiftung                               | ehemals Evangelisches Krankenhaus Lutherhaus; Vorgängerbau war in der Augenerstraße, 1972 Neubau am Hellweg |           |
| Marienhospital Altenessen                   | Altenessen 51° 29′ 59″ N, 7° 0′ 22″ O        | 1888     | 2020       | Katholisches Klinikum Essen (Contilia)                                      | |           |
| Evangelisches Krankenhaus Essen-Werden      | Werden 51° 23′ 20″ N, 7° 0′ 22″ O            | 1888     | -          | Kliniken Essen-Mitte gGmbH                                                  | |           |
| Philippusstift Essen                        | Borbeck-Mitte 51° 28′ 31″ N, 6° 57′ 1″ O     | 1893     | -          | Katholisches Klinikum Essen (Contilia)                                      | |           |
| Bethesda-Krankenhaus Essen                  | Borbeck-Mitte 51° 27′ 56″ N, 6° 56′ 57″ O    | 1894     | 2006       | Diakoniewerk Bethesda gGmbH Wuppertal                                       | Neubau 1971, Schließung 2006, Abriss 2009 |           |
| St. Josef-Krankenhaus Kupferdreh            | Kupferdreh 51° 23′ 30″ N, 7° 5′ 9″ O         | 1901     | -          | Katholische Kliniken Ruhrhalbinsel (Contilia)                               | |           |
| Fachklinik Kamillushaus Heidhausen          | Heidhausen 51° 22′ 26,6″ N, 7° 0′ 47,8″ O    | 1901     | -          | Katholische Kliniken Ruhrhalbinsel (Contilia)                               | spezialisiert auf Suchterkrankungen |           |
| Edmund-Lührmann-Stiftung                    | Margarethenhöhe 51° 25′ 48″ N, 6° 59′ 3″ O   | 1903     | 1945       |                                                                             | ehemalige Kranken- und Heilanstalt mit angeschlossenem Erholungsheim für Nervenleidende, im Zweiten Weltkrieg zerstört und dann aufgehoben                                                                      |           |
| Universitätsklinikum Essen                  | Holsterhausen 51° 26′ 8″ N, 6° 59′ 18″ O     | 1909     | -          | Universitätsklinikum Essen                                                  | hervorgegangen aus den ehemaligen Städtischen Krankenanstalten |           |
| Knappschafts-Krankenhaus                    | Steele 51° 26′ 32″ N, 7° 3′ 42″ O            | 1927     | -          | seit 1995: Kliniken Essen-Mitte Evang. Huyssens-Stiftung / Knappschaft GmbH | Ursprünglicher Träger war die Bundesknappschaft. |           |
| LVR-Klinikum Essen                          | Holsterhausen 51° 26′ 24″ N, 6° 58′ 9″ O     | 1974     | -          | Landschaftsverband Rheinland                                                | Universitäres psychiatrisches Krankenhaus und psychosomatisches Fachkrankenhaus |           |
| Fachklinik Rhein/Ruhr                       | Kettwig 51° 21′ 16,7″ N, 6° 56′ 27″ O        | 1977     | -          | Mediclin                                                                    | Rehabilitationsmedizinische Einrichtung |           |
| Westdeutsches Protonentherapiezentrum Essen | Holsterhausen 51° 26′ 6,3″ N, 6° 59′ 14,5″ O | 2013     | -          | Universitätsklinikum Essen                                                  | Klinische Einrichtung des Universitätsklinikums Essen |           |